# Ámbar Soruco
Ámbar Andrea Soruco Córdova (Viña del Mar, Chile, 3 de marzo de 1997) es una futbolista chilena. Juega de defensa, preferentemente de lateral por la derecha, y su equipo actual es Unión Española de la Primera División de fútbol femenino de Chile. Además, forma parte de la selección chilena.
A pesar de su corta edad, Ámbar ya ha vestido dos camisetas en ligas extranjeras, el 3B da Amazônia de Brasil, y fue parte del EDF Logroño de la Primera División de España.
Ámbar formó parte del equipo que obtuvo el segundo lugar en la Copa América Femenina de 2018, clasificando por primera vez en la historia a Chile a una Copa Mundial Femenina.

## Estadísticas

### Clubes
| Club                 | País   | Año       |
| -------------------- | ------ | --------- |
| Everton              | Chile  | 2014      |
| Universidad de Chile | Chile  | 2015-2017 |
| 3B da Amazônia       | Brasil | 2018      |
| EDF Logroño          | España | 2018-2019 |
| Santiago Morning     | Chile  | 2020-2024 |
| Unión Española       | Chile  | 2025-     |

## Palmarés

### Títulos nacionales
| Título                 | Club                 | País  | Año    |
| ---------------------- | -------------------- | ----- | ------ |
| Campeonato de Apertura | Universidad de Chile | Chile | 2016-A |
| Torneo de Transición   | Santiago Morning     | Chile | 2020   |